# Prismatocarpus decurrens
Prismatocarpus decurrens är en klockväxtart som beskrevs av Robert Stephen Adamson. Prismatocarpus decurrens ingår i släktet Prismatocarpus och familjen klockväxter. Inga underarter finns listade i Catalogue of Life.